# جوزف دینز
جوزف دینز (انگلیسی: Joseph Dines; ۱۲ آوریل ۱۸۸۶ – ۲۷ سپتامبر ۱۹۱۸) بازیکن فوتبال اهل بریتانیا بود.
از باشگاه‌هایی که در آن بازی کرده‌است می‌توان به باشگاه فوتبال لیورپول، باشگاه فوتبال نوریچ سیتی، باشگاه فوتبال آرسنال، باشگاه فوتبال میلوال اشاره کرد.
وی به همراه تیم ملی فوتبال پادشاهی متحد به مدل طلا مسابقات فوتبال در بازی‌های المپیک تابستانی ۱۹۱۲ دست پیدا کرده‌است.